# Inside I'm Singing
Estoy cantando, lanzado el 26 de noviembre de 2007, es el noveno álbum de Secret Garden. A diferencia de álbumes anteriores, "Inside I'm Singing" está compuesto principalmente por música vocal.
La primera canción es " Nocturne", ganó el  Eurovision Contest en  1995 y también apareció en el primer álbum ' 'Canciones de Secret Garden' '.
"Tema de la silla de sirena" apareció en  2005 en TV movie  The Mermaid Chair .
"You Raise Me Up", la canción más popular de Secret Garden, apareció primero en  Once in a Red Moon  con voces invitadas de  Brian Kennedy quien también hizo el mismo trabajo en este álbum.

## Lista de Canciones
| N.º | Título                         | Duración |  |
| 1.  | «Nocturne»                     | 3:44     |  |
| 2.  | «Thank You»                    | 4:25     |  |
| 3.  | «The Things You Are to Me»     | 4:42     |  |
| 4.  | «If Came the Hour»             | 4:30     |  |
| 5.  | «Theme from the Mermaid Chair» | 3:39     |  |
| 6.  | «Sometimes a Prayer Will Do»   | 4:50     |  |
| 7.  | «Song for a Stormy Night»      | 4:16     |  |
| 8.  | «I've Dreamed of You»          | 4:54     |  |
| 9.  | «Did I Not Love You»           | 3:45     |  |
| 10. | «Simply You»                   | 4:28     |  |
| 11. | «My Land»                      | 4:51     |  |
| 12. | «Sortie»                       | 3:35     |  |
| 13. | «You Raise Me Up»              | 5:04     |  |